# Province General Sánchez Cerro
La province General Sánchez Cerro (en espagnol : Provincia de General Sánchez Cerro) est l'une des trois provinces du département de Moquegua, dans le sud du Pérou. Son chef-lieu est la ville d'Omate.

## Géographie
La province couvre une superficie de 5 681,71 km2. Elle est limitée au nord et à l'est par le département d'Arequipa, à l'est par la province de San Román (région de Puno) et au sud par la province de Mariscal Nieto.

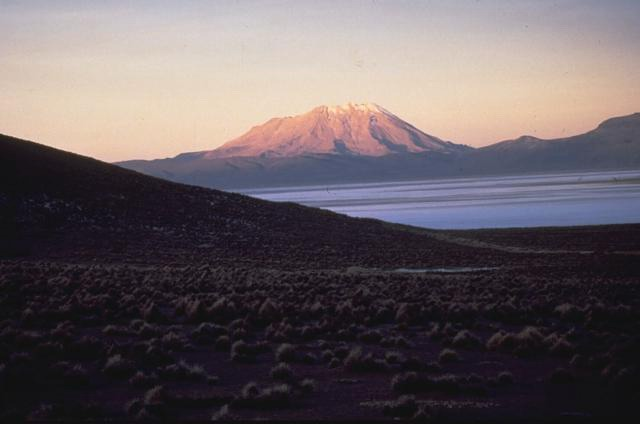
Volcan Ubinas dans la province de General Sánchez Cerro

## Histoire
La province porte le nom du l'ancien président de la République du Pérou Luis Miguel Sánchez Cerro (1889-1933).

## Population
La population de la province était estimée à 22 092 habitants en 2002.

## Subdivisions
La province est divisée en 11 districts :
- Omate
- Chojata
- Coalaque
- Ichuña
- La Capilla
- Lloque
- Matalaque
- Puquina
- Quinistaquillas
- Ubinas
- Yunga